# Jacques-Charles de Sabrevois
Jacques-Charles de Sabrevois de Bleury sieur de Sermonville, né en 1667 à Chartres et mort le 19 janvier 1727 à Montréal, est un officier des troupes de la Marine, lieutenant et commandant du fort Chambly.

## Biographie
Jacques-Charles de Sabrevois de Bleury est le fils de Henri de Sabrevois, sieur de Sermonville, et de Gabrielle Martin. 
En 1682, il obtient le brevet de lieutenant réformé au régiment de La Fère. En 1685, il embarque pour la Nouvelle-France
En 1687, il reçoit l’ordre du roi d’occuper le poste de lieutenant d’une compagnie d’infanterie, en remplacement du Mathieu d'Amours de Chauffours. Il se retrouve sous les ordres de son beau-frère, l'officier Nicolas Daneau de Muy.
En 1695, Jacques-Charles de Sabrevois de Bleury, sieur de Sermonville, se marie avec Jeanne Boucher, fille de Pierre Boucher, gouverneur de Trois-Rivières, juge royal, fondateur et seigneur de Boucherville. Ils auront trois fils, Charles, sieur de Sabrevois, Christophe, sieur de Sermonville, et Clément, sieur de Bleury ; seuls les deux premiers embrassèrent la carrière des armes et le dernier celle du commerce et l'import-export avec la France et les colonies des Antilles, notamment de l'île de Saint-Domingue.  
La même année puis 1696, il participe sous les ordres du capitaine Louis de La Porte de Louvigné, puis de Louis de Buade de Frontenac, à la guerre contre les tribus iroquoises regroupées sous l'appellation des Cinq-Nations.
En 1702, il est nommé capitaine d'une compagnie en remplacement de Daniel d'Auger de Subercase nommé gouverneur de l'Acadie. En 1709, il participe activement sous l'autorité du gouverneur de la Nouvelle-France Philippe de Rigaud de Vaudreuil à la défense du Canada face aux menaces militaires britanniques.
En 1712, il est nommé commandant du fort Pontchartrain du Détroit en remplacement du commandant Jacques-Charles Renaud Dubuisson appelé à combattre les Amérindiens de la Nation des Renards alors qu'il remplace François Dauphin de la Forest malade. Mais sa prise de fonction comme commandant du fort est retardée en raison d'un différend entre le capitaine Claude de Ramezay qu’il accuse de l’empêcher de jouir de son privilège de traite de fourrures. 
Ce n'est pourtant qu'en 1715, que Jacques-Charles de Sabrevois remplaça Jacques-Charles Renaud Dubuisson et assume la charge de commandant du fort Pontchartrain du Détroit jusqu'en 1717. Néanmoins ses démêlés avec Claude de Ramezay entachent sa réputation et le gouverneur de la Nouvelle-France, Philippe de Rigaud de Vaudreuil souligne la dureté et l'avarice de Sabrevois, ce qui prouve qu’il « ne convient pas pour Gouverneur des Sauvages ». 
En 1717, il embarque pour la France pour se défendre et recruter des volontaires pour le Canada.
En 1718, il est élevé au rang de Chevalier de l'ordre de Saint-Louis. Deux ans plus tard, Sabrevois est nommé commandant du fort Chambly.
En 1724, le gouverneur Rigaud de Vaudreuil continue de l'apprécier fort peu et le décharge du commandement de fort Chambly, poste qu'il occupera jusqu'en 1725 jusqu'à son remplacement par René Robineau de Portneuf. La même année, il est nommé major de la ville de Montréal en remplacement de François Le Verrier de Rousson.
Le 19 janvier 1727, Jacques-Charles de Sabrevois de Bleury meurt à Montréal.

## Hommages
La ville de Sainte-Foy, maintenant la ville de Québec a nommé une rue en son honneur en 1994.